# Guanyem Girona
Guanyem Girona és partit polític municipalista nascut l'octubre de 2018 de la confluència de diverses forces polítiques i socials sobiranistes i d'esquerres de la ciutat de Girona. Actualment lidera el govern de l'Ajuntament de Girona, amb Lluc Salellas i Vilar com a batlle.

## Eleccions municipals

### 2019
Mig any després del seu naixement, Guanyem Girona es va presentar a les eleccions municipals de 2019, on va quedar en segona posició amb 8.311 vots, aconseguint 6 regidors i el 19,15% del vot.
Això va permetre a la candidatura va estar encapçalada per Lluc Salellas i Cristina Andreu, liderar l'oposició durant la legislatura 2019-2023, juntament amb la Dolors Serra, Pere Albertí, Laia Pèlach i Xevi Montoya, substituït per Xevi Villareal a mig mandat.
La candidatura es va presentar sota l'eslògan «Una ciutat per a la seva gent» i «La Girona de la gent», postulant-se com l'alternativa necessaria per a la ciutadania de Girona.

### 2023
A les eleccions municipals de 2023 Guanyem Girona va repetir la segona posició amb 7.988 vots (23,31%) i empatant a 8 escons amb la candidatura del Partit dels Socialistes de Catalunya que encapçalava Sílvia Paneque.
Això va permetre a la formació formar govern amb Junts per Girona i Esquerra Republicana de Catalunya i aconseguir l'alcaldia de la ciutat amb Lluc Salellas i Vilar com a 100è alcalde de la ciutat el 17 de juny de 2023.
A banda de Salellas, al govern municipal hi formen part:
- Cristina Andreu - Tinent d'alcalde de l'àrea de Transformació Urbana i Transició Ecològica
- Amy Sabaly - Regidora d'Igualtat i Justícia Social i Cooperació
- Sergi Font - Tinent d'alcalde de l'àrea de Gestió de Recursos i Atenció a la Ciutadania
- Queralt Vila - Regidora d'Educació
- Sergi Cot - Regidor d'Acció Climàtica
- Gemma Martínez - Regidora de Ciutat que Cuida
- Sílvia Aliu - Regidora d'Hisenda, Seguretat i Convivència

### Resultats electorals
| Data | Número de vots | %       | Regidors |
| ---- | -------------- | ------- | -------- |
| 2019 | 8.311 vots     | 19,15 % | 6 / 27   |
| 2023 | 7.988 vots     | 23,31 % | 8 / 27   |